# 卡尔·亨利 (篮球运动员)
卡尔·J·亨利（英語：Carl J. Henry，1960年8月16日—），美国NBA联盟职业篮球运动员。他在1984年的NBA选秀中第4轮第80顺位被堪萨斯城国王选中。